# Syrphoctonus albopictus
Syrphoctonus albopictus är en stekelart som först beskrevs av Davis 1895.  Syrphoctonus albopictus ingår i släktet Syrphoctonus och familjen brokparasitsteklar. Inga underarter finns listade i Catalogue of Life.